# Jurica Pršir
Jurica Pršir (Zagabria, 29 maggio 2000) è un calciatore croato, centrocampista dell'HNK Gorica.

## Carriera

### Club

#### Gli inizi e il passaggio all'Hajduk Spalato
Cresciuto nei settori giovanili del NK Zagabria e della Dinamo Zagabria il 17 giugno 2018, insieme a Dario Špikić, si accasa tra le file dell'Hajduk Spalato firmando un contratto triennale. Il 23 settembre dello stesso anno fa il suo debutto con l'Hajduk Spalato II subentrando al posto di Tonio Teklić nella partita di campionato vinta 2-0 contro la Dinamo Zagabria II. Il 14 aprile 2019 mette a referto la prima marcatura con la squadra riverve dell'Hajduk, segna la rete d'apertura del match interno di campionato vinto 2-0 contro il Zara.

#### HNK Gorica
Il 12 ottobre 2020 viene ufficializzato il suo passaggio al HNK Gorica. Cinque giorni dopo fa il suo debutto con la nuova casacca, subentra al posto di Anthony Kalik in occasione del match esterno di campionato perso 3-2 contro la Dinamo Zagabria. Il 14 settembre 2021 metta a segno la sua prima marcatura con i Goričani in occasione del sedicesimo di finale di Coppa di Croazia vinto 3-7 in casa del Nehaj Senj.

### Nazionale
Il 2 settembre 2021 fa il suo debutto con la Croazia Under-21 subentrando al posto di Luka Sučić nella partita vinta 2-0 ai danni dell'Azerbaigian. Il 12 ottobre seguente, in occasione del match vinto contro l'Azerbaigian (1-5), fa la sua prima apparizione dal primo minuto con i Mali Vatreni. L'11 novembre dello stesso anno mette a referto la sua prima rete con la sezione U-21, va a segno nel match interno vinto 2-0 contro l'Estonia.

## Statistiche

### Cronologia presenze e reti in nazionale
| Cronologia completa delle presenze e delle reti in nazionale ― Croazia under 21 | Cronologia completa delle presenze e delle reti in nazionale ― Croazia under 21 | Cronologia completa delle presenze e delle reti in nazionale ― Croazia under 21 | Cronologia completa delle presenze e delle reti in nazionale ― Croazia under 21 | Cronologia completa delle presenze e delle reti in nazionale ― Croazia under 21 | Cronologia completa delle presenze e delle reti in nazionale ― Croazia under 21 | Cronologia completa delle presenze e delle reti in nazionale ― Croazia under 21 | Cronologia completa delle presenze e delle reti in nazionale ― Croazia under 21 |
| Data                                                                            | Città                                                                           | In casa                                                                         | Risultato                                                                       | Ospiti                                                                          | Competizione                                                                    | Reti                                                                            | Note                                                                            |
| ------------------------------------------------------------------------------- | ------------------------------------------------------------------------------- | ------------------------------------------------------------------------------- | ------------------------------------------------------------------------------- | ------------------------------------------------------------------------------- | ------------------------------------------------------------------------------- | ------------------------------------------------------------------------------- | ------------------------------------------------------------------------------- |
| 2-9-2021                                                                        | Velika Gorica                                                                   | Croazia under 21                                                                | 2 – 0                                                                           | Azerbaigian under 21                                                            | Qual. Europeo Under-21 2023                                                     | -                                                                               | 69’                                                                             |
| 7-9-2021                                                                        | Oulu                                                                            | Finlandia under 21                                                              | 0 – 2                                                                           | Croazia under 21                                                                | Qual. Europeo Under-21 2023                                                     | -                                                                               | 62’                                                                             |
| 12-10-2021                                                                      | Sumqayıt                                                                        | Azerbaigian under 21                                                            | 1 – 5                                                                           | Croazia under 21                                                                | Qual. Europeo Under-21 2023                                                     | -                                                                               | 60’ 72’                                                                         |
| 11-11-2021                                                                      | Pola                                                                            | Croazia under 21                                                                | 2 – 0                                                                           | Estonia under 21                                                                | Qual. Europeo Under-21 2023                                                     | 1                                                                               | 76’                                                                             |
| 16-11-2021                                                                      | Ried im Innkreis                                                                | Austria under 21                                                                | 1 – 3                                                                           | Croazia under 21                                                                | Qual. Europeo Under-21 2023                                                     | -                                                                               | 83’                                                                             |
| 29-3-2022                                                                       | Varaždin                                                                        | Croazia under 21                                                                | 2 – 3                                                                           | Finlandia under 21                                                              | Qual. Europeo Under-21 2023                                                     | -                                                                               | 46’                                                                             |
| 8-6-2022                                                                        | Pärnu                                                                           | Estonia under 21                                                                | 0 – 4                                                                           | Croazia under 21                                                                | Qual. Europeo Under-21 2023                                                     | -                                                                               | 77’                                                                             |
| 23-9-2022                                                                       | Pola                                                                            | Croazia under 21                                                                | 2 – 1                                                                           | Danimarca under 21                                                              | Qual. Europeo Under-21 2023                                                     | -                                                                               | 20’ 68’                                                                         |
| 27-9-2022                                                                       | Vejle                                                                           | Danimarca under 21                                                              | 2 – 1 (4-5 dtr)                                                                 | Croazia under 21                                                                | Qual. Europeo Under-21 2023                                                     | -                                                                               | 56’                                                                             |
| 17-11-2022                                                                      | Pola                                                                            | Croazia under 21                                                                | 3 – 1                                                                           | Polonia under 21                                                                | Amichevole                                                                      | -                                                                               | 60’                                                                             |
| 21-11-2022                                                                      | Pola                                                                            | Croazia under 21                                                                | 1 – 1                                                                           | Austria under 21                                                                | Amichevole                                                                      | -                                                                               | 74’                                                                             |
| Totale                                                                          |                                                                                 | Presenze                                                                        | 11                                                                              |                                                                                 | Reti                                                                            | 1                                                                               |                                                                                 |